# María Consuelo Porras
María Consuelo Porras Argueta (sinh ngày 23 tháng 8 năm 1953) là một luật sư người Guatemala. Bà từng là Phó thẩm phán của Tòa án Hiến pháp kể từ tháng 4 năm 2016. Bà được Tổng thống Jimmy Morales bổ nhiệm làm Tổng chưởng lý mới và Chánh văn phòng Công tố viên để thay thế Thelma Aldana.